# باسكي
باسكي (بالإيطالية: Baschi)‏ هي بلدية في مقاطعة تيرني في إقليم أومبريا الإيطالي.

## السكان
في سنة 1861 بلغ عدد السكان 2٬664 نسمة، وتطور العدد ليصل في سنة 2011 لـ 2٬803 نسمة.
يظهر هذا المخطط البياني تطور النمو السكاني لـ باسكي